# Kobe-Rind

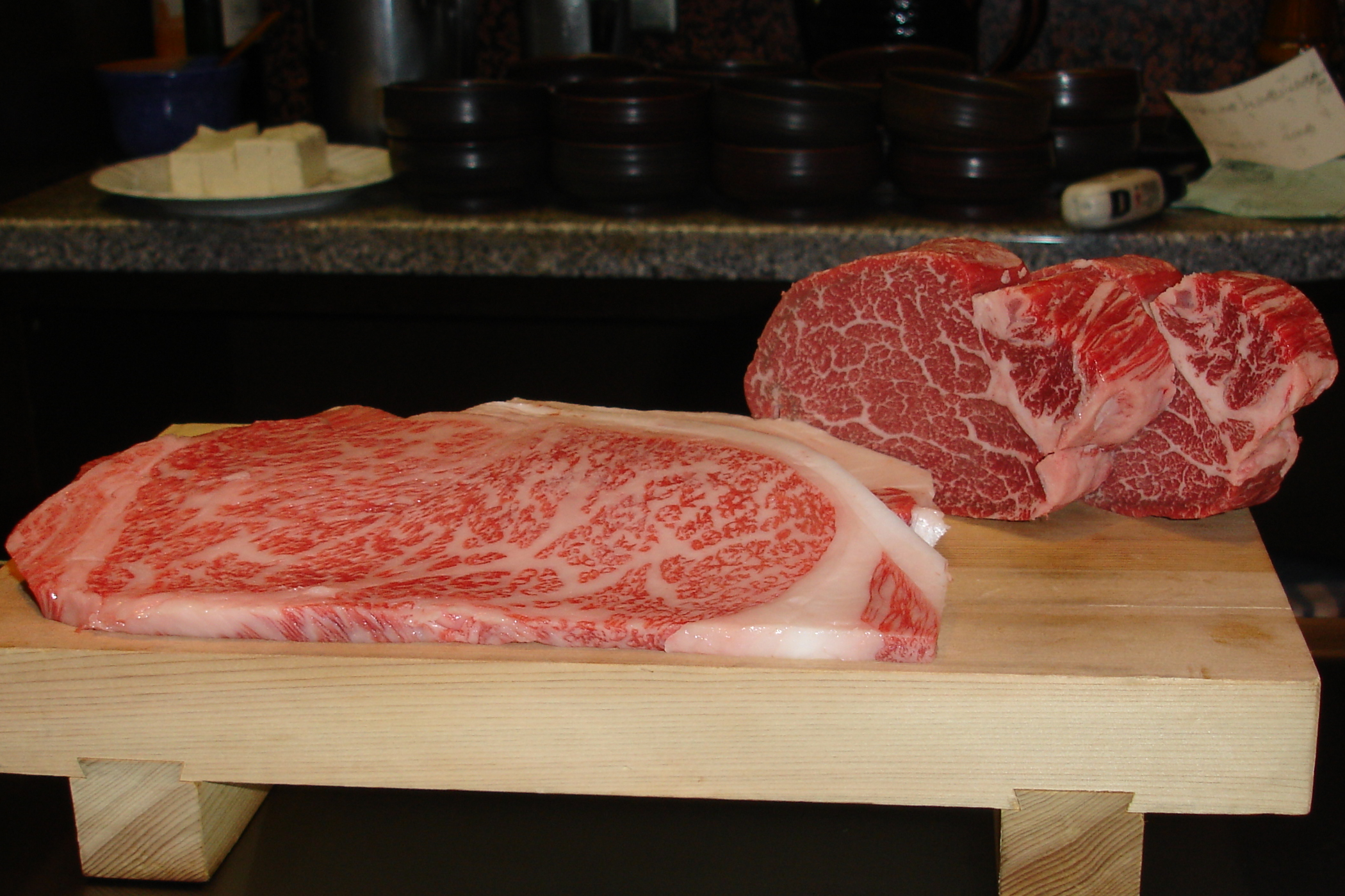
Kobe-Rindfleisch

Das Kobe-Rind (jap. 神戸牛, Kōbe-gyū, dt. „Kōbe-Rindfleisch“) bezeichnet Rinder aus der japanischen Region um Kōbe. Es ist keine eigene Hausrindrasse, sondern eine Herkunftsbezeichnung für die Rasse der Tajima-Rinder. Die Rinder werden außerhalb Japans auch als Wagyū bezeichnet, was jedoch eine Sammelbezeichnung ist, unter die außer den Tajima-Rindern auch andere japanische Rinderrassen fallen.
Das Fleisch der Rinder hat eine besonders mürbe Struktur und eine exzellente Marmorierung mit feinen Fettäderchen. Dieses Rindfleisch ist das am stärksten marmorierte Fleisch aller Rinderrassen. Außerdem hat das Fleisch den geringsten Anteil gesättigter Fettsäuren.

## Zucht
Um das Kobe-Rind ranken sich verschiedenste Mythen und Geschichten. So würden die Rinder massiert werden und erhielten Bier. Massiert werden die Kobe-Rinder nur, wenn die natürlichen Auslaufflächen nicht ausreichen, was die Entstehung der Fett-Marmorierung unterstützen soll. Der Mythos, dass die Rinder Bier erhalten, kommt daher, dass diesen ein Futtermix aus Biertreber-Silage, Soja, Reisstroh, Mais, Gerste, Weizenkleie und Quellwasser zugeführt wird. Diesen Futtermix erhalten die Kobe-Rinder 20 bis 22 Monate lang, nachdem sie sich acht bis zehn Monate in kleinen Herden auf der Weide bewegt und ernährt haben. Tatsache ist auch, dass Rinder aus Kōbe im Schnitt dreimal so viel Zeit wie ein herkömmliches Rind erhalten, bis sie schlachtreif sind. Bis dahin werden in der Regel keine künstlichen Wachstumshormone oder Antibiotika verwendet. Auch sind die Rinder in der Regel kleiner bzw. leichter als normale Fleischrinder. Das allein macht die Haltung aufwendig und teuer.

## Export
Die Population außerhalb Japans entstand aus Tieren, die zu wissenschaftlichen Zwecken Mitte der 1990er Jahre in die USA exportiert wurden. Aufgrund zunehmend steigender Nachfrage nach dem Fleisch entscheiden sich weltweit immer mehr Züchter, teilweise oder sogar komplett ihre Haltung auf das „Kobe-Rind“ umzustellen. Speziell in den USA und Australien verbreitet sich die Kobe-Zucht rasant. In Deutschland kamen 2006 die ersten derartigen Tiere zur Welt. Die Vermarktung von in Deutschland auf diese Weise erzeugtem Fleisch, lebenden Rindern, Embryonen oder Samen wird vom Wagyū-Züchterverband koordiniert. Der Import von Kobe-Rindfleisch in die EU ist erst seit Mitte Juli 2014 möglich.

## Qualitätsstufen und Preis
Kobe-Rindfleisch wird als das teuerste Rindfleisch der Welt angesehen. Ein Kilogramm echtes Kobe-Rindfleisch kostet 400 bis 600 Euro, manchmal sogar noch mehr. Neben der aufwendigen Zucht bestimmen auch die restriktiven Qualitätsmerkmale für echtes Kobe-Rind den Preis: Die Japaner bewerten die Qualität ihres Rindfleisches in 5 Qualitätsklassen von Stufe 5 (sehr gut) bis Stufe 1, von denen nur Stücke der Stufen 4 bis 5 in den Westen gelangen.